# Фронда
Фро́нда (фр. Fronde [fʁɔ̃d], букв. — «праща») — обозначение ряда антиправительственных смут, имевших место во Франции в 1648—1653 гг. и фактически представлявших собой гражданскую войну. Классифицируют «старую» буржуазную Парламентскую фронду (1648—1649) и «новую» аристократическую Фронду принцев (1650—1653).
В литературный русский язык термин «фронда» (и производные от него «фрондировать», «фрондёр», «фрондёрство», «фрондёрский» и т. п.) вошли в значении оппозиционности (как правило, представителей элиты), которая скрыто или открыто выражается лишь на словах, по объективным или субъективным причинам не сопровождаясь действиями.

## Предыстория
Начиная с 1623 года до середины XVII века во Франции не проходило ни одного года без городских бунтов. В 1620—1640 гг. в южных, западных и северных провинциях прошли и крестьянские выступления. Крестьянство, составлявшее большинство населения Франции, было разорено войнами, огромными налогами, вторжением вражеских войск и мародёрством собственной армии.
Кардинал Мазарини, пришедший к власти после правившего железной рукой Ришельё, был крайне непопулярным в народе первым министром. Он имел массу врагов при дворе. Участие Франции в Тридцатилетней войне и войне с Испанией требовало огромных финансовых затрат и вызывало недовольство населения. В 1646 году парламент отклонил предложенные Мазарини фискальные проекты; одновременно вспыхнули открытые восстания на юге страны (в Лангедоке) и других местах. Фискальные тенденции политики Мазарини затрагивали интересы не только простого народа, но и зажиточных горожан. К началу 1648 года положение настолько обострилось, что кое-где на улицах Парижа начались вооружённые стычки. В январе, феврале и марте произошёл ряд заседаний парламента, который отнёсся отрицательно к финансовым проектам королевы-регентши Анны Австрийской и Мазарини.

## Парламентская фронда

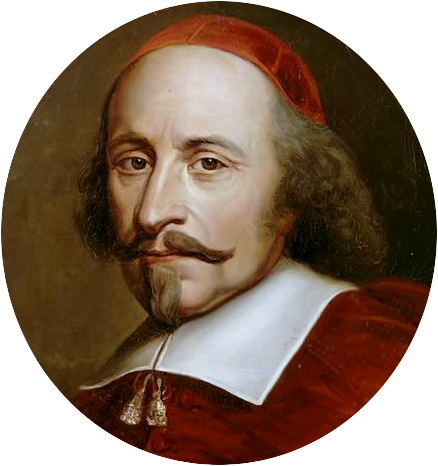
Джулио Мазарини, кардинал и политический деятель Франции

Летом 1648 года Мазарини сослал нескольких своих влиятельных врагов, в том числе влиятельного герцога де Бофора. Тогда Парижский парламент заговорил уже об ограничении правительственного произвола в деле наложения новых податей и в лишении свободы (запрещение ареста без предъявления обвинения). Успех английских революционеров, ставший ясным со времени сражений при Марстон-Муре и Нейзби, подогревал смелость французской оппозиции, предложенные реформы были похожи на программу Долгого парламента. Тем не менее регентша велела (26 августа 1648 года) арестовать главу парламентской оппозиции Брусселя и ещё некоторых лиц. На другой день парижское население построило около тысячи двухсот баррикад. Анна Австрийская оказалась запертой в Пале-Рояльском дворце целой системой баррикад на соседних улицах. После двухдневных переговоров с парламентом королева, видя себя в критическом положении, освободила Брусселя.
В середине сентября она с Мазарини и со всей семьёй уехала из Парижа в Рюэй. Парламент потребовал возвращения короля в столицу, но это сделано не было. Тем не менее, решившись до поры до времени показать себя уступчивой, Анна подписала «Сен-Жерменскую декларацию», которая в общем удовлетворяла главнейшие требования парламента. Осенью 1648 года к Парижу подошла часть войск от границы, ради чего Мазарини добился ускоренного подписания Вестфальского мира с Австрией.
Принц Конде, герой Тридцатилетней войны, благодаря щедрым подаркам королевы, стал на сторону правительства, и Анна (в декабре 1648) снова начала борьбу с парламентом. Конде вскоре осадил Париж (откуда 5 января 1649 года выехала королева). Парижане в союзе с недовольными аристократами (Бофором, Ларошфуко, Гонди и др.) решили всеми мерами сопротивляться, со временем в городских листовках зазвучали призывы казнить Анну Австрийскую и Людовика XIV по недавнему примеру английского монарха. В Лангедоке, Гиени, Пуату, а также на севере (в Нормандии и других местах) начались волнения антиправительственного характера.
«Фронда», как называли это движение сначала в шутку (по имени детской игры), а потом всерьёз, стала приобретать сильных союзников. Это снова сделало королеву и Мазарини уступчивыми. Парламент между тем успел разглядеть, что его знатные союзники действуют из чисто личных целей и не откажутся от предательства, также важную роль сыграли опасения дальнейшей радикализации борьбы. Поэтому 15 марта парламент пришёл к мирному соглашению с правительством, и на короткое время волнение утихло.

## Фронда принцев
Но едва это соглашение устроилось, обнаружилась вражда и зависть Конде к Мазарини, политику которого он до тех пор поддерживал. Конде вёл себя так дерзко по отношению не только к Мазарини, но и к королеве, что произошёл открытый разрыв между ним и двором. В начале 1650 года, по приказу Мазарини, Конде и некоторые его друзья были арестованы и отвезены в Венсенский замок.
Снова возгорелась междоусобная война, на этот раз уже не под главенством парламента, а под прямым руководством сестры Конде, герцога де Ларошфуко и других аристократов, ненавидевших Мазарини. Опаснее всего для двора было то, что фрондёры установили отношения с Испанией (воевавшей тогда против Франции).
Мазарини начал военное усмирение бунтовавшей Нормандии и быстро подавил там мятежи; эта «Фронда Конде» вовсе не была особенно популярна (парламент её совсем не поддерживал). Столь же удачным (в первой половине 1650 года) было усмирение и других местностей. Мятежники всюду сдавались или отступали перед правительственными войсками. Но фрондёры ещё не теряли бодрости духа.
Мазарини с регентшей, маленьким королём и войском отправился к Бордо, где в июле восстание разгорелось с удвоенной силой; в Париже остался Гастон Орлеанский в качестве полновластного правителя на всё время отсутствия двора. В октябре королевской армии удалось взять Бордо (откуда вожди Фронды успели спастись). После этого Мазарини загородил путь южной испанской армии (соединившейся с Тюренном и другими фрондёрами) и нанёс (15 декабря 1650) врагам решительное поражение.
Но парижские враги Мазарини осложнили положение правительства тем, что им удалось привлечь на сторону «Фронды принцев» затихшую уже парламентскую Фронду. Аристократы соединились с парламентом, их договор был окончательно оформлен в первые же недели 1651 года, и Анна Австрийская увидела себя в безвыходном положении: коалиция «двух Фронд» требовала от неё освобождения Конде и других арестованных, а также отставки Мазарини. Герцог Орлеанский также перешёл на сторону Фронды. В то время, когда Анна медлила исполнить требование парламента, последний (6 февраля 1651) объявил, что признаёт правителем Франции не регентшу, а герцога Орлеанского.
Мазарини скрылся из Парижа; на другой день парламент потребовал от королевы (явно имея в виду Мазарини), чтобы впредь иностранцы и люди, присягавшие кому бы то ни было, кроме французской короны, не могли занимать высших должностей. 8 февраля парламент формально приговорил Мазарини к изгнанию из пределов Франции. Королева должна была уступить. В Париже толпы народа грозно требовали, чтобы несовершеннолетний король остался с матерью в Париже, и чтобы арестованные аристократы были выпущены на свободу. 11 февраля королева приказала это сделать.
Мазарини выехал из Франции. Но не прошло и нескольких недель после его изгнания, как фрондёры перессорились между собой, вследствие своего крайне разнородного состава, и принц Конде, подкупленный обещаниями регентши, снова перешёл на сторону правительства. Едва он порвал отношения со своими товарищами, как обнаружилось, что Анна обманула его; тогда Конде (5 июля 1651) выехал из Парижа. Королева, на сторону которой один за другим стали переходить её враги, обвинила принца в измене за отношения с испанцами. Конде, поддерживаемый Роганом, Дуаньоном и другими вельможами, начал мятеж в Анжу, Бордо, Ла-Рошели, Берри, Гиени и т. д.

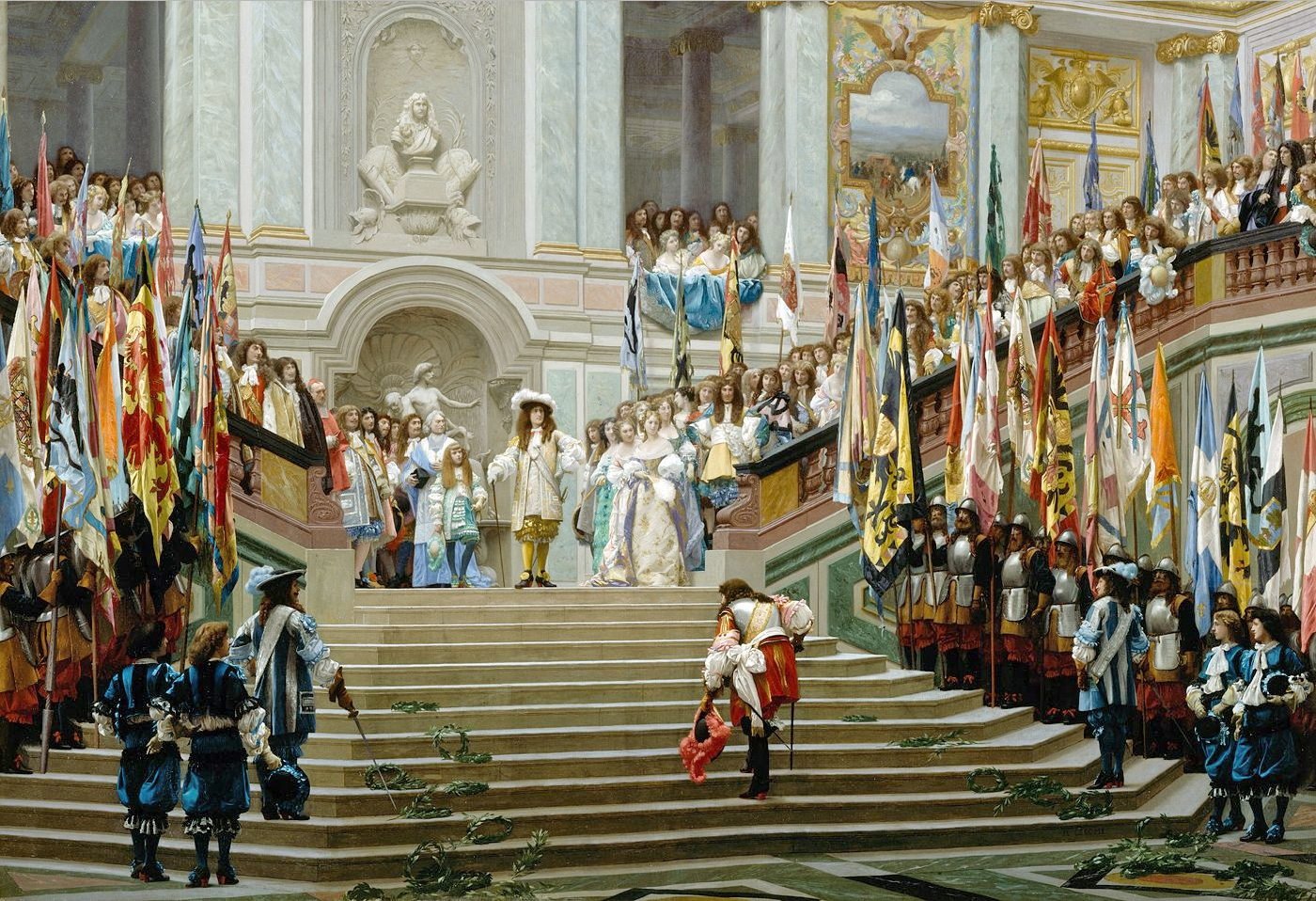
Приём Конде в Версале, Жан-Леон Жером, 1878 год. Людовик XIV через 15 лет отменяет изгнание со двора фрондёра Конде из-за его победы при Сениефе в 1674 году

Испанцы тревожили границы на юге; положение Анны снова оказалось отчаянным. Ей помог Мазарини, явившийся из Германии в ноябре 1651 года во главе довольно многочисленной армии наёмников. Вместе с войсками королевы эта армия принялась за укрощение мятежа в неспокойных провинциях. Борьба началась упорная. Конде и его союзники пробились к Парижу, и Конде въехал в столицу. Огромное большинство парижан, после долгих, не прекращавшихся смут, относилось к обеим враждующим сторонам вполне индифферентно, и если всё чаще и сочувственнее начинало вспоминать Мазарини, то исключительно потому, что надеялось на скорое восстановление порядка и спокойствия при его управлении.
Летом 1652 года Конде начал насильственные действия против приверженцев Мазарини в Париже; у ворот столицы происходили, с переменным успехом, стычки между войсками Конде и королевскими. Часть парламентских советников выехала, по королевскому желанию, из Парижа, а Мазарини уехал добровольно «в изгнание», чтобы показать уступчивость правительства. Эта мера привела к тому, на что она была рассчитана: почти все аристократические союзники Конде покинули его; парижское население отправило к регентше и королю несколько депутаций с просьбой возвратиться в Париж, откуда уехал всеми покинутый Конде, присоединившийся к испанской армии.
21 октября 1652 года королевская семья с триумфом въехала в Париж. Уцелевшие выдающиеся фрондёры были высланы из столицы (самые опасные, впрочем, выторговали себе амнистию, ещё прежде чем оставить Конде). Парламент вёл себя низкопоклонно, и Анна восстановила все финансовые эдикты, послужившие четыре года тому назад первым предлогом для смуты. В январе 1653 года снова вернулся Мазарини, отнявший у Конде последние бывшие в его руках крепости.
Кое-где фрондёры ещё держались в течение первой половины 1653 года при помощи испанских войск. Последним оплотом Фронды оставалась Гиень — в Бордо находился Конти, но власть принадлежала радикальному плебейскому движению Ормэ, которое являлось особым элементом Фронды. Этот очаг сопротивления продержался до 3 августа 1653 года. Окончательным прекращением Фронды считается взятие в сентябре 1653 года города Перигё войсками правительства.

## Итоги
Фронда не была ознаменована кровавыми казнями, поскольку правительство долго ещё боялось её возобновления. Подавление движения имело результатом совершенное упрочение королевского абсолютизма и окончательное унижение как парижского парламента, так и аристократии в политическом отношении, то есть двух политических сил, имевших хоть какие-то шансы на успех в борьбе с абсолютизмом. В конечном счете королевский абсолютизм воцарился всецело.
В памяти народа Фронда осталась окружённой презрением и насмешками: слишком уж велика была роль чисто личной вражды и личных интересов в этом движении, и слишком разорительным оно оказалось для большинства населения. Много содействовали непопулярности Фронды и связи фрондёров с внешними врагами государства в тот исторический период, испанцами.
Некоторые историки склонны рассматривать Фронду как карикатурное отражение современной ей английской революции.

## Главные деятели Фронды
На стороне короля
- Регентша Анна Австрийская, королева-мать
- Кардинал Мазарини, первый министр Франции

Фрондёры
- Монсеньор де Гонди, коадъютор архиепископа Парижа, впоследствии кардинал де Рец
- Принц де Конти, младший брат герцогини де Лонгвиль и Великого Конде
- Мадемуазель де Монпансье, известная как «Великая Мадемуазель»
- Герцог де Лонгвиль
- Герцогиня де Лонгвиль, супруга предыдущего и сестра Великого Конде и принца де Конти
- Герцог де ла Рошфуко, любовник предыдущей
- Герцог де Бофор
- Герцогиня де Шеврёз
- Герцогиня де Монбазон, любовница герцога де Бофора

В разное время на той и другой стороне
- Великий Конде
- Виконт де Тюренн

Сражались во главе королевских войск, затем перешли на сторону фрондёров.